# Andrés Nin
Andrés Nin Pérez (Vendrell, 4 de febrero de 1892-Alcalá de Henares, ¿22 de junio de 1937?), citado más habitualmente por su nombre en catalán Andreu Nin, fue un político, sindicalista y traductor español, conocido por su papel en algunos movimientos izquierdistas españoles del primer tercio del siglo XX y, posteriormente, por su papel en la guerra civil española; menos conocido es su trabajo como buen traductor del ruso al catalán de clásicos como Ana Karénina, Crimen y castigo y algunas obras de Antón Chéjov, entre otras obras. 
Maestro y periodista, durante su juventud pasó por varios movimientos políticos hasta recalar en la Confederación Nacional del Trabajo (CNT), de tendencia anarquista. Durante su estancia en Rusia fue testigo de la revolución rusa, hecho que marcaría su conversión al marxismo. Tras su regreso a España, posteriormente sería uno de los fundadores del pequeño pero activo Partido Obrero de Unificación Marxista (POUM). Con el tiempo se convirtió en una figura relevante del marxismo revolucionario español de la primera mitad del siglo XX. Desapareció durante el transcurso de la guerra civil española, tras haber sido detenido por las autoridades republicanas a raíz de las llamadas «Jornadas de Mayo».

## Biografía

### Primeros años
Nacido el 4 de febrero de 1892 en la localidad tarraconense de Vendrell, a pesar de sus orígenes modestos —era hijo de un zapatero y una campesina—, consiguió gracias al esfuerzo de sus padres y a su inteligencia, llegar a ser maestro y trasladarse a Barcelona poco antes de la Primera Guerra Mundial.  Aunque impartió clases durante un tiempo, en una escuela laica y libertaria, pronto se dedicó al periodismo y a la política.

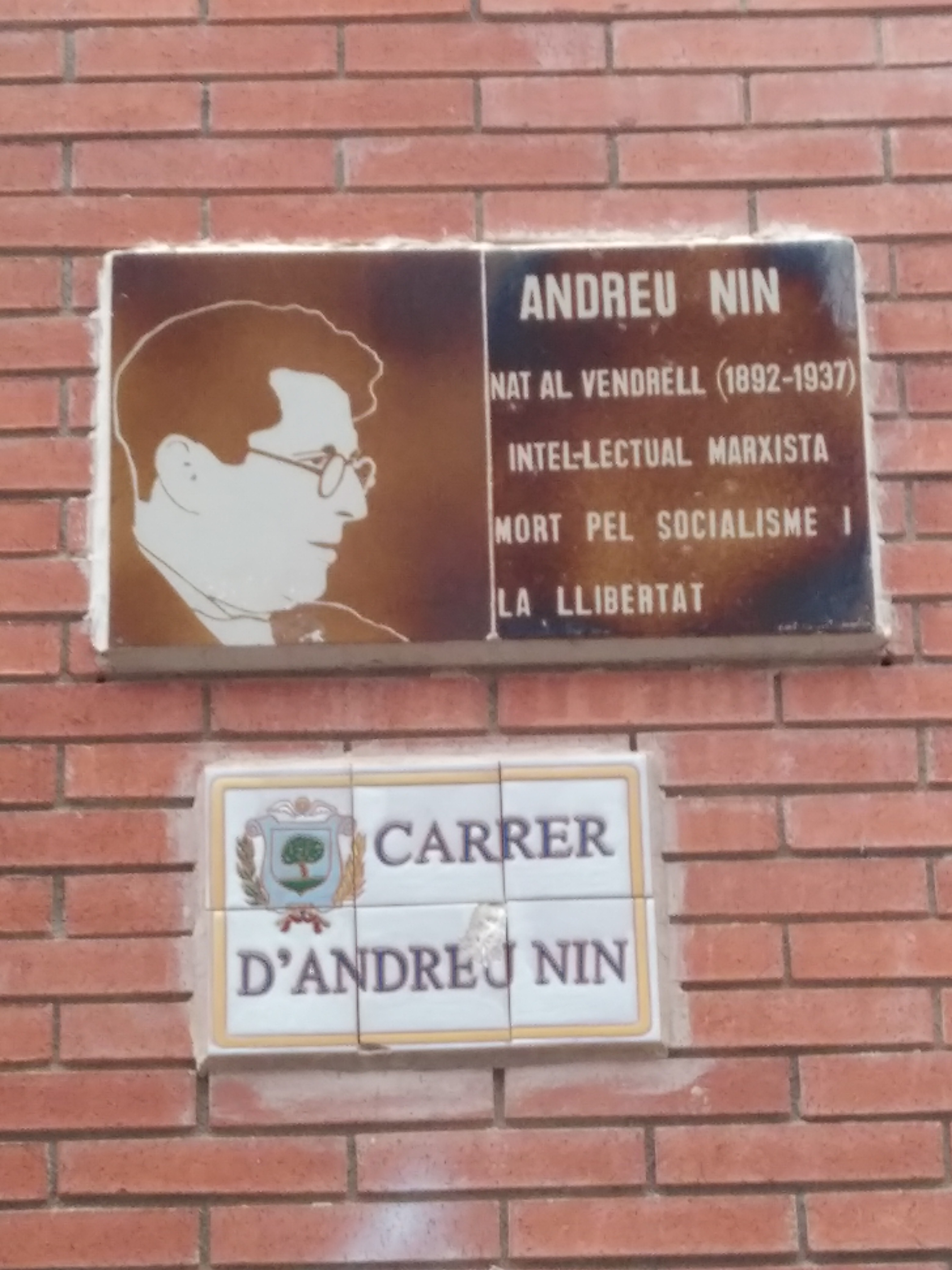
Placa en homenaje a Andreu Nin en la calle a su nombre en su ciudad natal El Vendrell

En 1911 entró en las filas del movimiento federalista catalán,, afiliándose a la Unió Federal Nacionalista Republicana, pero la conflictividad social existente entonces le hizo evolucionar rápidamente hacia planteamientos de clase. El año 1917 fue clave para su vida: sucesos como la huelga general de agosto, la Revolución rusa o las luchas entre la patronal barcelonesa y los sindicatos, sobre todo la Confederación Nacional del Trabajo (CNT), le marcaron profundamente. Si bien se integró primero en las filas del Partido Socialista Obrero Español (PSOE), pronto abrazó la causa del sindicalismo revolucionario e ingresó en la CNT, donde tras asistir al segundo congreso de 1919, defendió su ingreso en la Internacional Comunista y sustituyó como secretario del Comité Nacional a Evelio Boal, que había sido asesinado. En noviembre de 1920 el propio Nin sufriría un atentado a manos de los Sindicatos Libres que casi le costó la vida.

### Actividad política
En el pleno nacional de la CNT celebrado en Lérida el 28 de abril de 1921, fue elegido como uno de los delegados que serían enviados a Moscú al congreso de la Comintern y al congreso fundacional de la Internacional Sindical Roja (Profintern) junto a Joaquín Maurín, Hilario Arlandis y Jesús Ibáñez; convirtiéndose en un personaje clave de ambas internacionales (la CNT había abandonado la Internacional Comunista en 1922). Sin embargo, durante su viaje a Moscú pasó a admirar la Revolución rusa, tras lo cual abandonó el anarquismo y se hizo comunista. Nin, que también asistiría al segundo congreso del Profintern, vivió durante un tiempo en Moscú, época en la que primero trabajó para Nikolái Bujarin y posteriormente se convirtió en el secretario de León Trotski, uno de los líderes bolcheviques durante la revolución. Gracias a un puesto de trabajo en la Profintern, Nin pudo visitar Francia, Italia y Alemania. En 1925 recibió en Moscú la visita del escritor y periodista Josep Pla, al que el diario La Publicidad pagaba el viaje junto a Eugenio Xammar y su mujer. A partir de 1926, perteneció a la llamada «Oposición de Izquierda» dirigida por Trotski, que se oponía al ascenso de Iósif Stalin dentro del Partido Comunista de la Unión Soviética, por lo que Nin tuvo que abandonar la URSS en 1930. Llegó a dominar el ruso y produjo después importantes traducciones al catalán, consideradas clásicas, de los novelistas rusos del siglo XIX. 

#### Segunda República
A su vuelta a España tras la proclamación de la Segunda República, Nin fue clave en la formación de un grupo de orientación trotskista (bolchevique-leninista), la Izquierda Comunista de España (ICE), en mayo de 1931. El ICE pronto se convirtió en un grupo afiliado a la Oposición de Izquierda Internacional y pasó a publicar el periódico El Soviet. Sin embargo, aunque disponía de algunos militantes muy destacados, la Izquierda Comunista era un grupo demasiado pequeño como para tener influencia real en la vida política española. A pesar de que fue considerado un partido trotskista opuesto a Stalin, desde su exilio en Noruega el mismo Trotski criticó duramente su línea política.
Nin se encontró un país muy distinto al que había dejado. En enero de 1933, colaboró con la insurrección anarcosindicalista y fue detenido en Valencia el día 20 de enero. La policía lo condujo a Madrid.
En 1934 formó parte de la Alianza Obrera e intervino en las sucesos de octubre de 1934 en Cataluña. Tras las críticas recibidas anteriormente por su línea política, acabó rompiendo con Trotski después de no aceptar su pretensión de adoptar una táctica entrista en el PSOE. Al fusionarse su grupo con el Bloque Obrero y Campesino de Joaquín Maurín para fundar el Partido Obrero de Unificación Marxista (POUM) en 1935, Nin fue nombrado miembro del comité ejecutivo del nuevo partido y director de su publicación, La Nueva Era; al año siguiente fue elegido secretario general del POUM. 

Bandera del POUM

En mayo de 1936 también fue elegido secretario general de la Federación Obrera de Unidad Sindical (FOUS), que tuvo una fuerte implantación sindical en las provincias de Lérida, Gerona y también en Tarragona.

#### Guerra civil española
Tras el estallido de la guerra civil española, Andreu Nin se convirtió en el máximo dirigente del POUM. Hasta julio de 1936 el partido había tenido una presencia muy limitada en el ámbito político catalán y aún menor en el resto de España. Sin embargo, a partir de ese momento Nin y otros líderes del POUM empezaron a hacerse conocidos fuera de sus feudos tradicionales y solían hablar en público. El 2 de agosto, en declaraciones al diario La Vanguardia, Nin declaró:

La clase obrera ha resuelto el problema de la Iglesia sencillamente, no dejando en pie ni una siquiera.

Tras formar parte del Consell d'Economia de Catalunya entre agosto y septiembre de 1936, el 26 de septiembre Nin fue nombrado consejero de Justicia de la Generalidad. El 14 de octubre de 1936 implantó por decreto los Tribunales Populares. Sin embargo, la gestión de Nin como consejero de Justicia fue bastante discutida. Durante aquellos meses las ejecuciones extrajudiciales continuaron produciéndose, sin que Nin tomara cartas en el asunto. Como el historiador Hugh Thomas recoge, "Nin no se había caracterizado por sus escrúpulos humanitarios respecto a la «burguesía»". Las milicias del POUM también contribuyeron a la represión de los «fascistas» y «enemigos del pueblo». En otoño, Nin había planteado al presidente de la Generalidad, Lluís Companys, la posibilidad de acoger refugiado a León Trotski, que en aquel momento había tenido que salir de Noruega por presiones soviéticas. Esta idea no era del agrado de los comunistas del PSUC, que también participaban en el gobierno de la Generalidad. El 24 de noviembre el PSUC entregó a la CNT una propuesta sobre el establecimiento de un nuevo gobierno de la Generalidad, que incluía la salida de Nin como consejero de Justicia. Muchos miembros y líderes anarquistas no tenían demasiado aprecio por Nin, al que consideraban un renegado de la CNT, por lo que resolvieron que se trataba más bien de un conflicto entre marxistas. Andrés Nin siguió ejerciendo el cargo hasta el 16 de diciembre, cuando fue apartado tras la remodelación del consejo. Al explicarle las razones, según contó más tarde Nin en su interrogatorio, Josep Tarradellas le advirtió además del peligro que corrían tanto el POUM como sus líderes.
Durante la primavera de 1937 la policía republicana localizó una supuesta carta escrita por Nin dirigida a Francisco Franco, en la que el líder trotskista respaldaría un plan de sublevación de la quinta columna madrileña; la carta, en realidad una falsificación realizada por el NKVD, constituyó una de las principales pruebas de acusación contra Nin. Después de los Sucesos de Mayo, la campaña comunista contraria al POUM se intensificó. Sus dirigentes fueron acusados abiertamente de ser fascistas y conspirar con Franco. Ya el 28 de mayo las presiones comunistas consiguieron que las autoridades suspendieran la circulación del periódico del partido, La Batalla.
El 14 de junio el director general de Seguridad, el coronel Antonio Ortega Gutiérrez, militante del PCE, comunicó al ministro de Educación y Sanidad que el jefe del NKVD en España, Alexander Orlov, le había indicado que debía detenerse a todos los dirigentes del POUM. El ministro, que era el comunista Jesús Hernández, fue a hablar directamente con Orlov sobre este asunto. El jefe del NKVD alegó que existían pruebas que relacionaban al partido trotskista con el espionaje franquista y que era necesario que el gobierno no tuviera conocimiento de este plan porque el ministro de gobernación, Julián Zugazagoitia, era amigo de algunos de los líderes del POUM. El 16 de junio las autoridades republicanas clausuraron la sede del POUM en el Hotel Falcón y la cúpula del partido fue detenida por la policía. De acuerdo con el testimonio de Julián Gorkín, la policía republicana estuvo acompañada por dos extranjeros, los cuales sospechaba Gorkín que se trataba de agentes del servicio secreto soviético. Andrés Nin fue separado del resto de la cúpula del partido, como Julián Gorkin y José Escuder, que fue recluida en prisiones de Madrid y Barcelona. Tras ser separado del resto, Nin desapareció. La última militante del POUM que le vio con vida fue Teresa Carbó.

### Polémica sobre su muerte

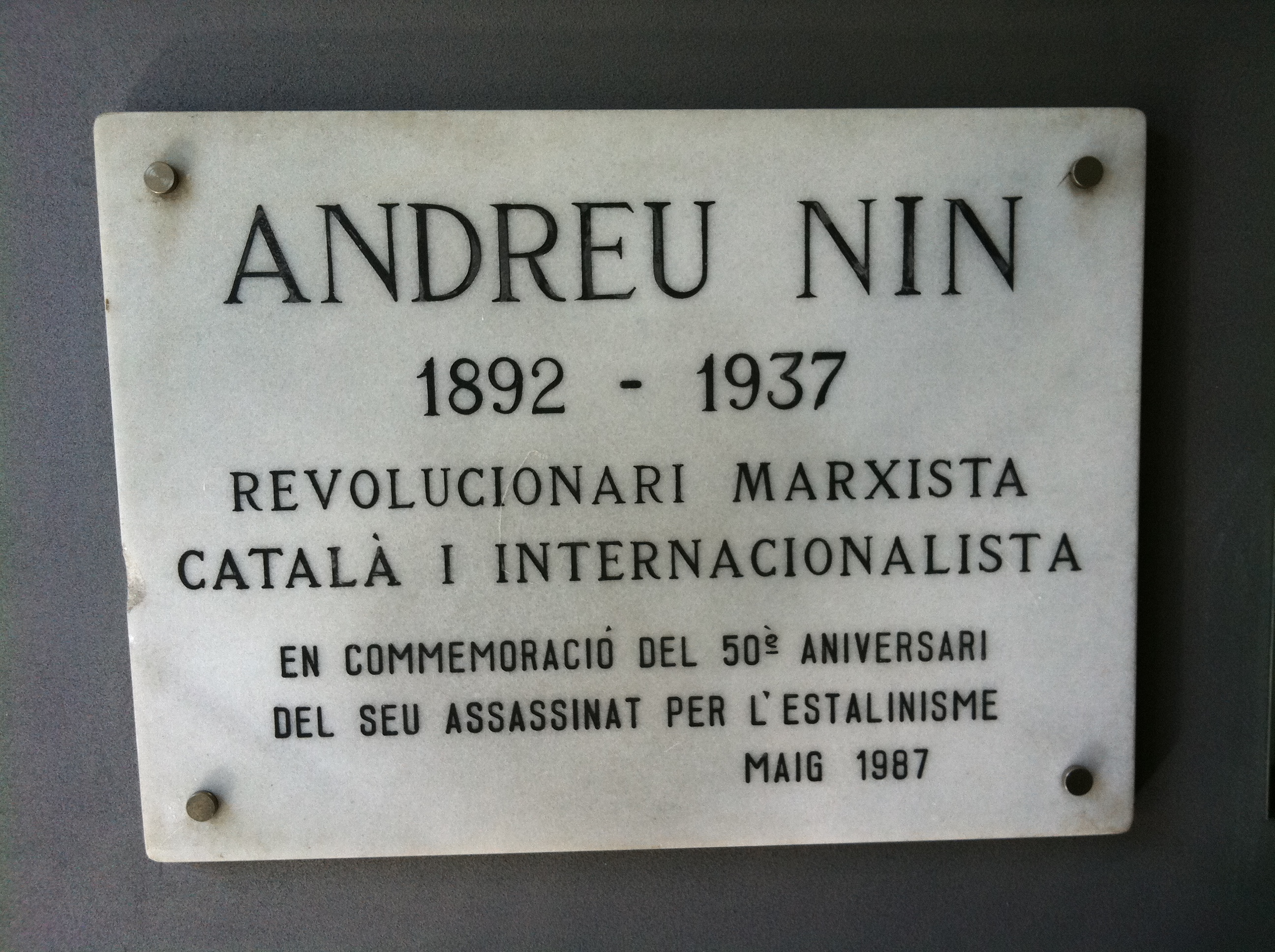
Placa conmemorativa en catalán en el 50 aniversario del asesinato de Andreu Nin por el estalinismo

Nin fue trasladado a la ciudad de Alcalá de Henares; el lugar elegido se había convertido en una importante base de los soviéticos en la España republicana, por lo que ofrecía garantías de seguridad. Con posterioridad se ha sostenido que Andrés Nin fue sometido a interrogatorios y que sufrió torturas durante los siguientes días a su detención. Hugh Thomas apunta que Nin fue trasladado en coche desde Barcelona y luego llevado a la Catedral de Alcalá de Henares, que funcionaba como una cárcel particular del NKVD soviético. Algunos sostienen que murió en Alcalá de Henares. Sin embargo, varias circunstancias alrededor de su muerte, como si llegó a sufrir torturas o no antes de su ejecución, permanecen por esclarecer. Según Paul Preston, posiblemente Nin fue asesinado el 22 de junio mediante desollamiento, por orden de Orlov y con ayuda de Iósif Grigulévich. Existen pocas dudas de que la orden de ejecución de Nin provino de Moscú. Por su parte, Thomas afirma que pudo haber sido asesinado en el parque de El Pardo, cerca de Madrid, pero el destino final de sus restos continúa siendo un misterio. El biógrafo de Nin, Francesc Bonamusa, comentaría al respecto:

Sin embargo, los aspectos fundamentales del secuestro y consiguiente asesinato de Andrés Nin son evidentes. Nin fue detenido por miembros de los servicios policiales de Madrid y Barcelona, y no por policías procedentes de Valencia, que era la sede del gobierno de la República. Fue transferido primero a Valencia y posteriormente a Madrid...una vez en Madrid, fue seguramente transferido a los servicios de contraespionaje del NKVD, y trasladado a uno de sus cuarteles en Alcalá de Henares o El Pardo. Por estas razones, y dado que Nin no era ningún funcionario del gobierno, fue imposible para los ministros de Justicia, Manuel de Irujo, y de Gobernación, Julián Zugazagoitia, obtener información sobre el paradero del antiguo consejero de Justicia de la Generalidad.

A los pocos días de su detención, en la España republicana empezó a correr el rumor de que Andrés Nin había sido asesinado. Se extendió una campaña con el lema: «¿Dónde está Nin?». La antigua ministra de Sanidad, la anarquista Federica Montseny, fue una de las primeras personalidades que planteó la cuestión en público. En el propio gobierno republicano no estaban muy seguros de lo que había ocurrido: varios ministros socialistas preguntaron a los dos ministros comunistas, que aseguraron desconocer todo lo relacionado con este asunto. La versión semioficial que empezó a circular fue que Nin había sido liberado de la checa por «sus amigos de la Gestapo». Así lo sostuvo Juan Negrín, jefe del Gobierno de la República. Desde los círculos comunistas se empezó a responder «En Salamanca o Berlín» a la pregunta sobre el auténtico paradero del líder trotskista. De acuerdo con Ricardo Miralles y Hugh Thomas, Negrín habría sido consciente de la verdad sobre lo sucedido desde el principio a pesar de hacer de eco de la inverosímil versión de la Gestapo; Thomas añade que el caso Nin en realidad se trataba de un «asunto sucio», pero que los líderes republicanos resolvieron que era mejor no importunar a los soviéticos para así poder seguir recibiendo la preciada ayuda militar. Por otro lado, los líderes y ministros republicanos no sentían un especial aprecio por el líder de este pequeño partido, al que consideraban un mero "grupo de agitadores que estaba perjudicando el esfuerzo bélico". Julián Zugazagoitia, sin embargo, comentó que esta acción se había realizado sin el conocimiento y/o el consentimiento del gobierno republicano. También Manuel Azaña, véase, por ejemplo, la entrada de su Diario correspondiente al 18 de octubre de 1937.

## Obras
- Les dictadures dels nostres dies (1930)
- Els moviments d'emancipació nacional (1935)
- La revolución española. (1930-1937), Pelai Pagès (2007)
- Les anarchistes et le mouvement syndical (1924)
- El proletariado español ante la revolución (1931).

### Traducciones del ruso
- 1929 : Crim i càstig de Fiódor Dostoievski
- 1929 : Historia de la cultura rusa de Mijaíl Pokrovski
- 1929 : Mis peripecias en España de Lev Trotski
- 1931 : Stepàntxikovo i els seus habitants de Fiódor Dostoievski
- 1931 : Cartas íntimas de Lenin
- 1931 : El Volga desemboca al mar Caspio de Borís Pilniak
- 1931 : La revolución rusa de Mijaíl Pokrovski
- 1931 : Historia de la revolución rusa (La revolución de Febrero) de Lev Trotski
- 1932 : La literatura rusa de la época revolucionaria de Vyacheslav Polonski
- 1932 : Historia de la revolución rusa (La revolución de Octubre) de Lev Trotski
- 1932 : La vida sexual de la juventud contemporánea de I. Helman
- 1935 : La primera noia: història romàntica de Nikolái Bogdánov
- 1935 : Què ha passat? de Lev Trotski
- 1935 : Bakunin de Vyacheslav Polonski
- 1935 : Anna Karénina de Lev Tolstói
- 1936 : Una cacera dramàtica de Antón Chéjov
- 1936 : Prou compassió! de Mijaíl Zóschenko
- 1974 : Infància, adolescència i joventut de Lev Tolstói
- 1976 : La revolución permanente de Lev Trotski
- 1982 : L'Estepa i altres narracions de Anton Chéjov
- 1935 : Los problemas de la psicología moderna, artículos de investigadores del Instituto de Psicología experimental de Moscú, entre los que destacan Vygotski y Luria

### Traducciones del francés
- 1935 : L'insurgent de Jules Vallès.

## En la cultura
- Documental Operación Nikolai. (1992) Dirigido por Dolors Genovès
- Novela gráfica de  Lluís Juste. Andreu Nin, siguiendo tus pasos. (2016) Edicions de Ponent.[52]